# Tratado de Olimpia
El tratado de Olimpia fue un acuerdo firmado el 25 de abril de 1874 entre Alemania y Grecia, acordando trabajar conjuntamente en las excavaciones arqueológicas de Olimpia, y autorizando a Alemania a hacer duplicados de todos los objetos encontrados a cambio de su colaboración, siempre que los expertos consideraran que la copia no dañaría el objeto en cuestión. El tratado acordado tenía un plazo de 10 años.